# Clepsimorpha inconspicua
Clepsimorpha inconspicua är en fjärilsart som beskrevs av Antonius Johannes Theodorus Janse 1960. Clepsimorpha inconspicua ingår i släktet Clepsimorpha och familjen stävmalar. Inga underarter finns listade i Catalogue of Life.